# Starza
Đối với các làng được đặt tên tương tự, xem Starża, Greater Ba Lan Voivodeship và Starża, West Pomeranian Voivodeship.
Starza [ˈstaʐa] (tiếng Đức: Staarz) là một ngôi làng thuộc khu hành chính của Gmina wierzno, thuộc quận Kamień, West Pomeranian Voivodeship, ở phía tây bắc Ba Lan. Nó nằm khoảng 6 kilômét (4 mi)  phía đông wierzno, 17 km (11 mi) về phía đông Kamień Pomorski và 67 km (42 mi) về phía đông bắc của thủ đô khu vực Szczecin.
Trước năm 1637, khu vực này là một phần của Duchy of Pomerania. Đối với lịch sử của khu vực, xem Lịch sử của Pomerania.
Làng có dân số 179.